# Knut Leo Abrahamsen
Knut Leo Abrahamsen (Alta, 2 settembre 1962) è un ex combinatista nordico norvegese.

## Biografia
In Coppa del Mondo esordì il 24 febbraio 1984 a Falun (13°) e ottenne l'unico podio il 18 dicembre 1987 a Bad Goisern (3°).
In carriera prese parte a un'edizione dei Giochi olimpici invernali, Calgary 1988 (26° nell'individuale).

## Palmarès

### Mondiali juniores
- 1 medaglia:
  - 1 oro (individuale a Murau 1982)

### Coppa del Mondo
- Miglior piazzamento in classifica generale: 15º nel 1988
- 1 podio (individuale):
  - 1 terzo posto